# イリニ・ヤーノシュ

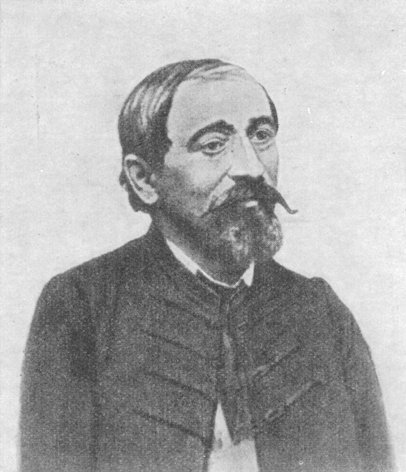
Irinyi János

イリニ・ヤーノシュ（Irinyi János、1817年5月17日 – 1895年12月17日）はハンガリーの発明家、化学者である。それまでのマッチの頭薬の成分のなかの塩素酸カリウムを二酸化鉛に変えることによって、安全で音の出ないマッチを開発した。